# さいたま市立城南小学校
さいたま市立城南小学校（さいたましりつじょうなんしょうがっこう）は、埼玉県さいたま市岩槻区大字南下新井にある公立小学校。

## 沿革
- 1981年（昭和56年）
  - 3月26日 - 校舎完成。
  - 4月1日 - 岩槻市立城南小学校開校。
  - 4月2日 - 第一期工事完工式挙行。
  - 5月11日 - 校章制定。
  - 7月10日 - 水泳プール完成。
  - 8月4日 - 校歌制定（作詞・作曲:原 賢一(テイチク専属作曲家)）。
  - 10月26日 - 学校緑化整備植樹。
- 1982年（昭和57年）
  - 1月30日 - 屋内運動場完成。
  - 4月2日 - 水泳プール・屋内運動場完工式挙行。
- 1983年（昭和58年）2月17日 - 校旗完成。
- 1989年（平成元年）3月17日 - PTA寄贈により、緑化整備藤棚設定。
- 1991年（平成3年）2月15日 - 開校10周年記念式典挙行。
- 1993年（平成5年）3月1日 - 飼育小屋完成。
- 1997年（平成9年）10月29日 - コンピュータ教室改造工事完成（コンピュータ22台設置）。
- 1998年（平成10年）
  - 4月1日 - ゴミ集積所設置。
  - 10月8日 - 遊具（ブランコ新設・シーソー移設）。
- 1999年（平成11年）12月20日 - 城南学童保育所、教室改修。
- 2000年（平成12年）
  - 1月11日 - 城南学童保育所入所式挙行。
  - 8月9日 - エアコン取付工事終了（校長室、職員室、図書室、音楽室）。
- 2001年（平成13年）1月5日 - チェーンネット遊具設置。
- 2005年（平成17年）4月1日 - 岩槻市のさいたま市への合併により、さいたま市立城南小学校と改称。
- 2008年（平成20年）
  - 2月20日 - 中川・綾瀬川流域貯留工事完成。
  - 3月17日 - 校舎屋上改修工事完成。
- 2013年（平成25年）
  - 4月1日 - 特別支援学級2学級開設。
  - 4月8日 - この日行われた交流活動にて、特別支援学級の名称を「しいのみ学級」と決定。
- 2014年（平成26年）
  - 4月1日 - 自校給食用給食室が完成。
  - 4月10日 - 自校給食開始。
- 2017年（平成29年）4月1日 - 通級指導教室（輝き教室）開設。

## 教育目標
- 『認め合い 学び合い 高め合う 心豊かな児童の育成』

## 規模
- 2022年（令和4年）度の児童数は318名、学級数13学級。

## 通学区域
出典
- 岩槻区
  - 府内1丁目（全域）
  - 府内2丁目（全域）
  - 府内3丁目（全域）
  - 府内4丁目（全域）
  - 城南1丁目（全域）
  - 城南2丁目（全域）
  - 城南3丁目（2番1号～2番36号、3番1号～4番3号、4番10号～4番37号）
  - 城南4丁目（全域）
  - 城南5丁目（全域）
  - 大字真福寺（1406番地1～1515番地）
  - 大字浮谷（2812番地1～2950番地）
  - 大字飯塚（1012番地～1166番地11、1513番地～1994番地）
  - 大字南下新井（1077番地1～1587番地4）
  - 大字村国（1番地～666番地、669番地～677番地4、680番地～691番地）

## 進学先中学校
出典
- さいたま市立柏陽中学校

## アクセス
- 東武野田線（東武アーバンパークライン）「岩槻駅」から、国際興業バス「城南小学校入口」バス停下車後、徒歩3分。
  - のりば1停留所からは、「岩11」・「岩11-3S」・「岩12」・「岩80」・「岩80-2」の各系統が停車。
  - のりば2停留所からは、「岩11」・「岩11-2」「岩11-3」・「岩12」・「岩80」・「岩80-2」の各系統が停車。
- 東日本旅客鉄道（JR東日本）武蔵野線・埼玉高速鉄道線「東川口駅」から、国際興業バス「城南小学校入口」バス停下車後、徒歩。
  - のりば1停留所からは、「岩11」・「岩11-3S」の各系統が停車。
  - のりば2停留所からは、「岩11」・「岩11-2」「岩11-3」の各系統が停車。